# ذا ليجند أوف زيلدا: أوكرينا أوف تايم
أسطورة زيلدا: أكرينة الزمن (بالإنجليزية: The Legend of Zelda: Ocarina of Time؛ باليابانية: ゼルダの伝説 時のオカリナ، زيرودا نو دينسيتسو توكي نو أوكارينا) هي لعبة مغامرات حركية، طورت بواسطة فريق نينتندو للتحليل الترفيه والتطوير لجهاز النينتندو 64. صدرت اللعبة في اليابان في 21 نوفمبر سنة 1998، وفي أمريكا 23 نوفمبر 1998، وأوروبا في 11 ديسمبر من نفس العام. أصدرت اللعبة على خرطوشة حجمها 256 ميجابت، والتي كانت أكبر خرطوشة قدراً من إنتاج نينتندو في ذلك الوقت.
لعبة أكرينة الزمن هي الجزء الخامس من السلسلة. والشخصية الأساسية للعبة هو لينك، وكان يسمى المكان الذي تقع فيه الأحداث هايرول. وكِّل لينك لإيقاف جانوندورف ملك قبيلة القيرودو من الحصول على القوة الثلاثية التي تحقق رغبات مالكها. وفي هذه اللعبة يسافر لينك عبر الزمن ليبحث عن الأبطال الذين يملكون القدرة على حبس جانوندورف.
والعزف هو شرط أساسي في اللعبة، ويجب على العازف أن يتقن العزف على آلة أكرينة. يعتمد طريقة لعبها على زر التصويب على الهدف والذي أعتبر عنصر مهم مع تقنية ثلاثية الأبعاد لألعاب المغامرة. بيعت في اليابان أكثر 800،000 نسخة في عام 1998، واحتلت المركز العاشر في أكثر الألعاب مبيعاً اليابان لتلك السنة. أما في جميع السنوات بيعت 1،14 مليون نسخة. وأصبحت في المركز 28 من أفضل مبيعات لألعاب الفيديو في اليابان، وبيعت أكثر من 8 مليون نسخة تقريبا حول العالم. وقد فازت اللعبة بالعديد من الجوائز وأيضاً حصلت على التقييم الكامل في كل من «الصوت،الإثارة،القصة،طريقة التحكم، جودة الصورة ووضوحها»،،
وأخذت اللعبة أفضل التقييمات في عدد من المجلات والمواقع المشهورة«مجلة الألعاب الإلكترونية الشهرية،آي جي إن، ،نينتندو باور
». وهي واحدة من بين 8 ألعاب فقط حصلت على العلامة الكاملة من موقع جيم سبوت. وأطلقت أجزاء أخرى بعدها على كل من جهاز جيم كيوب والوي.

## طريقة اللعبة

عرضها للشاشة يبين أن أزرار السياق حساسة.
الزر الأزرق لوضع الأشياء في الحقيبة أو الجراب، والزر الأخضر للهجوم بالسيف، والزر الأصفر للأسلحة الثانوية

اللعبة عبارة عن مغامرات حركية وألغاز.
يدعى بطل اللعبة لينك،الذي يمتلك عددا من الأسلحة وهي الدرع والسيف وأيضا بعض الأسلحة الثانوية كالقنابل وبعض التعويذات السحرية.
وعند مواجهة خصم تستطيع أن تصوب وتركز عليه بالضغط على زر «Z»،وعندما تكون في هذا الوضع تصبح الكاميرا خلف رأس لينك بطريقة أوتوماتيكية، وتستطيع الخروج من هذا الوضع بالضغط مجددا على الزر نفسه «Z»."
يجمع لينك بعض الأدوات ليحصل على قدرات خاصة، والأسلحة التي يحصل عليها في المهمات الجانبية، وبعض الأماكن السرية في اللعبة.
وعند بلوغ منتصف اللعبة يستطيع لينك الحصول على فرس يدعى إيبونا، التي تسمح له بالانتقال السريع في اللعبة.
وأيضا يستطيع لينك استخدام السهم بينما يمتطي الحصان

يستعمل الاعب زر «Z» للتركيز على العدو في القتال، وبعد ذلك يستطيع الاعب قتلهم دون أن تبتعد أبصارهم عن العدو.

وعند بداية اللعبة يحصل لينك على الأوكرينا الأولى بواسطة صديقته الجنية نافي، ثم تتبدل هذه الأوكرينا العادية بأوكرينا الزمن.
ويتعلم لينك 12 معزوفة لحل الألغاز والانتقال من مكان لآخر.
وتستخدم أيضا لفتح بوابة مقبرة الزمن التي لاتفتح إلا بها وفي هذه المقبرة يوجد سيف سحري الذي يسمى بسيد السيوف.
وعندما يقوم لينك بأخذه، ينتقل للمستقبل 7 سنين قادمة ليصبح ناضجا، ويصبح أقوى من ذي قبل، ويملك قدرات أكثر وأسلحة أقوى.

## الرواية

القوة الثلاثية

وضعت القصة قبل الأجزاء الأربعة السابقة.
هايرول هي أرض الأحداث، والتي تحمل العديد من الأعراق المختلفة.
ولكل قبيلة عرق له منطقته الخاصة.
وترتبط بعضها لبعض لتكوّن أرض هايرول.
الأعراق التي في هذه الأرض هي:هايلينز،كوكيري،الغورونز،والزوراس،والقيرودو.
تبدأ اللعبة عندما تأتي الجنية نافي، و توقظ لينك من حلم، وكان الحلم في ليلة عاصفة يرى لينك حصان أسود يمتطيه جانوندورف ومن ثم يلحق بالأميرة زيلدا التي تمتطي حصانا أبيض مع حارستها ايمبا.
ثم أخذت نافي لينك إلى حارس الغابة الشجرة العظيمة ديكو
،التي كانت تحت تأثير لعنة، وقاربت على موتها.
استطاع لينك إيقاف اللعنة لكنه لم يستطع إنقاذها من الذبول والهلاك.
قالت الشجرة العظيمة ديكو للينك قبل وفاتها أن من وضع اللعنة علي هو رجل الصحراء الشرير، الذي يسعى لاحتلال أرض هايرول.
ويجب على لينك إيقافها قبل تحقيق مراده.
وأعطته الشجرة العظيمة ديكو حجر الغابة زمردة كوكيري.
وأرسلته للقصر الملكي للتحدث للأميرة المستقبلية للبلاد،الأميرة زيلدا
وفي القصر، تحدث لينك مع الأميرة زيلدا، وقالت أن لديها رؤى وأحلام عن المستقبل بأن جانوندورف زعيم اللصوص يبحث عن القوة الثلاثية،التي تعطيه قوة هائلة تمكنه من احتلال منطقة هايرول
وتقول الأميرة زيلدا بأنها تؤمن أن جانوندورف هو من قتل الشجرة العظيمة ديكو.
وقالت أيضا للينك أن يذهب ويجلب الزمردة الثلاثة، ويذهب للمقبرة القديمة، قبل أن يحصل عليها جانوندورف.
الآن يملك لينك واحدة من هذه الزمردات الثلاثة التي أعطته إياها الشجرة العظيمة ديكو قبل موتها
بعد ذلك ذهب لينك لمدينة غورونزوالتقى بدارونيا قائدة قبيلة الغورون، بعد أن قتل لينك زعيم كهف الدودينغو الذي كان يهدد قبيلة الغورون.
وأعتطه دارونيا الزمردة الثانية زمردة غورون.
حصل لينك على الزمردة الثالثة والأخيرة من أميرة الزوراس روتو،بعد أن أنقذها من الحوت المفترس جوبا جوبا،الوحش الذي يهدد قبيلة زوراس.
وبعد أن حصل لينك على الزمردات الثلاثة التي تمكنه من فتح باب المفبرة السحرية، حصل مالم يكن بالحسبان، عاد المشهد الذي رآه لينك في بداية القصة عندما كان جانوندورف ،يطارد الأميرة زيلدا.
وعندما رأت الأميرة زيلدا لينك ألقت إليه أوكرينا الزمن.
وعلمته معزوفة الزمن، التي تجعل لينك يتمكن من فتح بوابة المقبرة السحرية، بعد وضع الزمردات الثلاثة في مكانها في المقبرة وعزف معزوفة الزمن يفتح باب المقبرة.
ووجد في المقبرة سيد السيوف الأسطوري، الذي صنع خصيصا لمحاربة الشر.
بعد أن حمل لينك الصغير السيف تقدم الزمن للمستقبل 7 سنين حيث أصبح ناضجا كفاية ليكون قويا وبطل يمكنه إيقاف جانوندورف
ثم استيقظ لينك في غرفة تدعى غرفة الأبطال السبعة، ويقابل فيها راورو وهو عجوز الضوء القديم.
وهو واحد من الأبطال السبعة، وهو الذي يحمي مواقع القوة الثلاثية.
أخبر راوديو لينك بأن الوقت قد مر سبع سنين للأمام، وأن لينك أصبح قادرا على حمل السيف الأسطوري سيد السيوف ويهزم جانوندورف.
وأن الأبطال السبعة قادرين على سجن جانوندورف.
ولكن خمس من الأبطال السبعة الذين يملكون هذه القوى مجهولين الهوية، بعد أن حَّول جانوندورف الأرض ومنطقة هايرول إلى ظلام وظلال.
توجه لينك إلى هايرول،والتقى بشخص مجهول يدعى شيك.
الذي يرشد لينك لخمس مقابر يوجد بها وحوش عظيمة لجانوندورف.
وعند هزيمة أي وحش في أي مقبرة من المقابر، تحرر قوة المقبرة البطل المسجون فيها ويستيقظ البطل.
بعد إيقاظ وتحرير خمس من الأبطال، اتضح أن شيك هي نفسها الأميرة زيلدا،وهي البطلة السابعة، وقالت للينك إن قلب جانوندورف مضطرب وغير ثابت، مما أدى إلى انشطار القوة الثلاثية لثلاثة أجزاء منفصلة.
استطاع جانوندورف أن يبقِي أحد هذه القوة الثلاثية معه وهي قوة الطاقة، بينما القطعتين الأخرتان مع لينك ومع الأميرة زيلدا.
يحمل لينك قوة الشجاعة بينما زيلدا تحمل قوة الحكمة.
وعند لقاء الأميرة زيلدا للينك أعطته سهم الضوء السحري.
وبعدها أتى جانوندورف وسجن زيلدا في قالب كريستالي سحري، وأخذها إلى البرج.
الأبطال الستة المتبقين ساعدوا لينك للوصول للبرج الذي اختطفَ فيه جانوندورف الأميرة زيلدا.
وفي البرج، حارب لينك جانوندورف، وانتصر لينك عليه بعد نزال صعب.
بعد هزيمته تحررت الأميرة زيلدا من سجنها الكرستالي، بعدها هربوا من البرج المنهار
وبينما هم يهربون من البرج سقط سيد السيوف من لينك.
وعند المحاولة من الهروب حوصر لينك بواسطة دائرة من النيران وظهر جانوندورف مجدداً،مستخدما القوة الثلاثية، التي جعلته يتحول من شكله الإنساني إلى وحش ضخم يشبه الخنزير يدعى جانون.
وبعد القتال معه بدون سيف لأن لينك أسقطه أثناء الهروب من البرج، أعطته الأميرة زيلدا السيف من خلف النيران.
ودعمته بقوة الضوء المجمدة، لتجميد جانون ومن ثم يضربه لينك بالضربة القاضية.
وبعد هذه الضربة أتى الأبطال السبعة وسجنوا جانوندورف
الذي وعد بالعودة مجدداً والانتقام منهم. وبعدها تقوم الأميرة زيلدا بأخذ أكرينا أوف تايم لترسل لينك لزمنه الأصلي عندما كان طفلا.
وتنتهي اللعبة بوجود لينك مع الأميرة زيلدا في حديقة القصر ينظرون بفرح لبعضهم البعض.

## التطوير

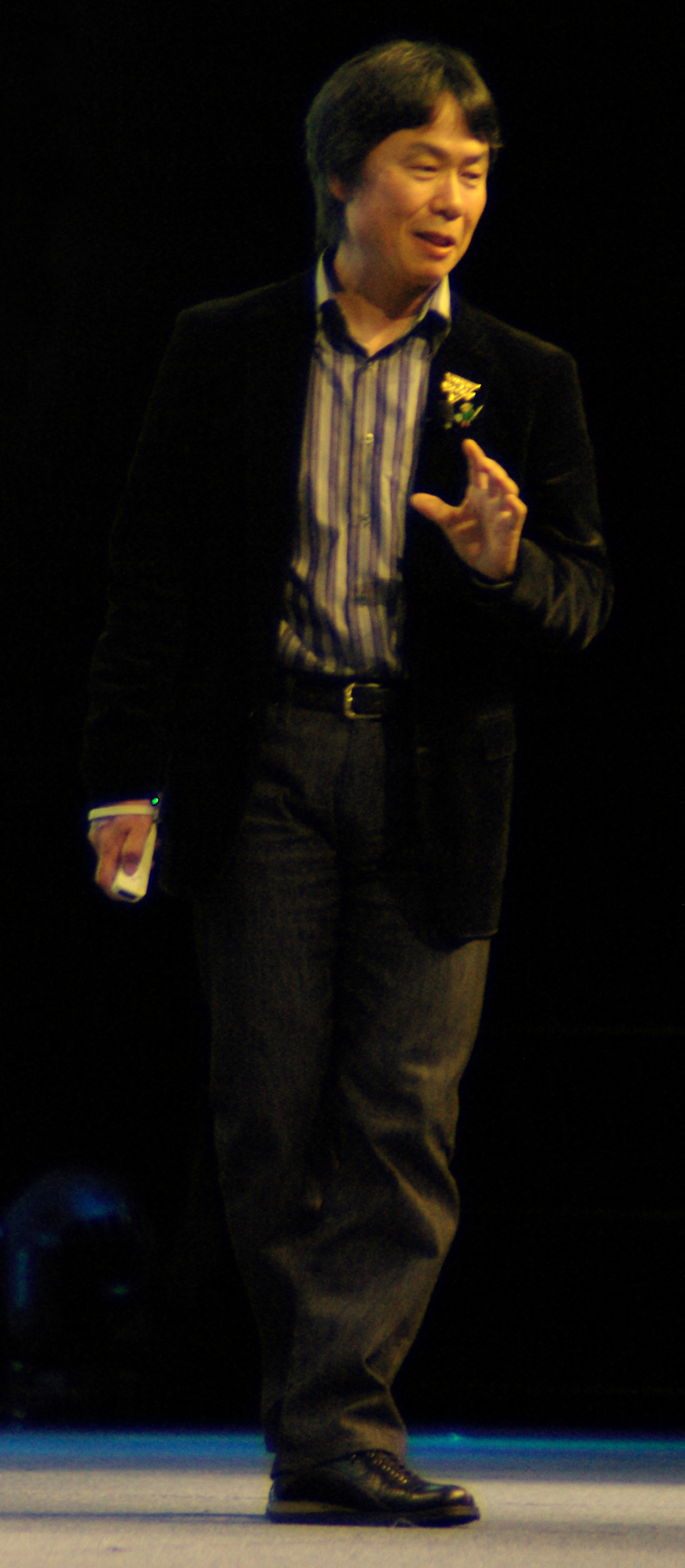
شيجيرو مياموتو

كان أول ظهور للعبة كعرض تقني تجريبي للعبة في نينتيندو ورلد سبيس في ديسمبر سنة 1995.
وقد تطورت اللعبة مع سوبر ماريو 64،بواسطة نينتندو إنترتينمنت أنالسيس آند دفيلوبمنت.
وكما أن اللعبتين مصممة كأول لعبة حرة ثلاثية الأبعاد،وكان من المقرر أن تظهر اللعبة في جهاز نينتيندو 64دد وبحجم 32 ميجابايت.
احتلت اللعبة أكبر الألعاب حجما من شركة نينتيندو في ذلك الوقت.
وكان المخرج شيجيرو مياموتو المخرج الرئيسي، وكان منتجاً أيضا مع عدد من مخرجين آخرين، وكل ما كان العمل يبطئ كان شيجيرو يعود مع فريق التطوير ويمسك وظيفة الإخراج بنفسه.
وكان الفريق مبتدئ في الألعاب ثلاثية الأبعاد، ولكن رغبتهم في تحقيق شيء جديد جعلهم يثابرون في عملهم بالرغم من صعوبته.
أوكرينا أوف تايم في الأساس تعمل على نفس محرك سوبر ماريو 64،ولكن عدل شيجيرو مياموتو عند نهاية الإنتاج على محرك آخر.
وكان أحد أبرز الفروق بينهما، طريقة التحكم بالكاميرا حيث طلب شيجيرو على التركيز على الهدف في الكاميرا وليس تغيير اتجاهها مثل سوبر ماريو 64.

### إعادة النشر والتكميلات
أعيد نشر اللعبة على جهاز جيم كيوب.
من خلال هذا الإصدار، كانت المهمة الرئيسية إصدار اللعبتين «أوكرينا أوف تايم» و«ميقض الريح» في جهاز جيم كيوب.
وأطلق جزء «قناع ماجورا» سنة 2000 لجهاز نينتندو 64،وقد كان يستخدم نفس محرك لعبة أوكرينا أوف تايم بالمحرك وطريقة اللعب.
وقد كانت القصة تبدأ عندما يبحث لينك عن الجنية صديقته والتي رحلت بعد نهاية اللعبة، وبحث عنها لينك خارج موطنه هايرول ذاهبا إلى تريمينيا.

### الصوتيات
صوتيات اللعبة من تأليف كوجي كوندو،وكما أنه الملحن لجميع سلسلات ذا ليجند أوف زيلدا.
ولحن ألحان خاصة لكل شخصية وأيضا لكل منطقة في هايرول.
وفي اللعبة يستطيع الاعب أن يعزف بآلة أوكرينا خمس ألحان مختلفة.ويتعلم الاعب بعض المعزوفات التي يستطيع عزفها في هذه الآلة.
وقد ذكر كوجي كوندو أن هذا بحد ذاته تحدي كبير، ولكن كانت المعزوفات طبيعية وشاعرية جداً. وأن شعبية أوكرينا أوف تايم قد أدى إلى زيادة مبيعات آلة الأوكرينا الموسيقية.
الموسيقى في اللعبة كانت من إخراج بوني كانيون، وقد أطلقت في اليابان في ديسمبر سنة 1998 بقرص مضغوط يحتوي على 82 معزوفة.وفي سنة 2001 صنفها موقع جيم سبوت بأن معزوفاتها من أفضل عشرة معزوفات في الألعاب.

## الإقبال
| مجموع النقاط           | مجموع النقاط         |
| المجموع                | نقاط                 |
| ---------------------- | -------------------- |
| آي جي إن               | 9.8 / 10 (29 مراجعة) |
| نتائج المراجعة         |                      |
| نشرة                   | نقاط                 |
| إلكترونك غيمينغ مونثلي | 10 / 10              |
| فاميتسو                | 40 / 40              |
| إلكترك بلايجراوند      | 10 / 10              |
| جيمستايل               | 10 / 10              |
| جي.إم.آر               | 10 / 10              |
| نكست جينيريشن ماجازين  | [ 35 ]               |
| نينتندوجو              | 10 / 10              |
| آر.بي جيمر             | 5 / 5                |
| ثندربولت (موقع)        | 10 / 10              |

| جوائز | جوائز                   |
| نشرة | جائزة                   |
| --- | ----------------------- |
| CESA Award ‏، إلكترونك جيمينغ مونثلي، Games، غيم سبوت، Interactive Achievement Award، Japan Media Arts Festival، VSDA Award              | لعبة السنة              |
| سي.في.جي، مجلة إدج، إنترتينمنت ويكلي، جيم إف.إي.كيوس، جيم ستيتس، جيم تريلرز، موسوعة جينيس، آي.جي.إن، ميتاكرتك، نكست جنريشن، ننتندو باور | أفضل لعبة في كل الأوقات |

حققت اللعبة نجاحاً باهراً إذ بيعت أكثر من مليون نسخة في خلال 39 يوماً فقط.
أما في اليابان فقد بيعت ما يقارب 820،00 نسخة في سنة 1998.وقد حصلت اللعبة على المركز العاشر من أفضل مبيعات الألعاب في ذلك العام.
أما في جميع الأعوام فقد بيعت حوالي 1،14 مليون نسخة في اليابان فقط وأصبحت من أفضل 128 لعبة فيديو المبيعات في اليابان وفي جميع الأوقات.
وقد تحصل اللعبة على تقييمات كاملة في عدد من المجلات والمواقع المشهورة مثل «لافاميتسو، ايدج،مجلة الألعاب الإلكترونية الشهرية،و جيم سبوت،و آي جي إن».
وفي عام 2009،جمعت الآراء حول الألعاب الإلكترونية من خلال موقعي الإنترنت الشهرين«جيم رانكينق ،ميتاكريتيك»،وكلاهما وضعا اللعبة أنها أفضل لعبة من خلال التقييم.
وقيم موقع جيم رانكينق لعبة أوكرينا أوف تايم على جهاز جيم كيوب واحتلت المركز 289 بأفضل الألعاب على الإطلاق، ومركز 38 في سنة 2003.
بينما موقع ميتاكريتيك أعطى لنسخة نينتيندو وجيم كيوب مركز 217.
وفي سنة 2009،صوت للعبة أوكرينا أوف تايم أنها أفضل لعبة على الإطلاق في ال جيم فاك (بالإنجليزية: Game FAQ)‏.
وكان ما يميزها أن الصورة كانت عميقة وتوضح التفاصيل، حتى أنها كانت تستعمل طاقة الجهاز كاملة لعرض هذه الصورة.
وقد نوَّهَ موقع Game Revlution على أن اللعبة كانت ثلاثية الأبعاد،وتعبِّر عن الحالة من خلال تعابير الوجه الواضحة، والألوان المنسَّقة الجميلة.
وكانت اللعبة تحتوي على العديد من المهمات الجانبية أيضا، وكانت من مزايا اللعبة الذي يعتبر أيضا من نقاط القوة للعبة.
وأيضا طريقة التحكم بالكاميرا كانت طريقة جداً رائعة.
أما من ناحية الصوت كانت تستخدم تقنية احاطة الصوت، وبعض المصوتين الذين صوتوا لموقع Game Revlution قالوا بأن الصوتيات رائعة جداً بل خارقة للعادة، أما بعضهم فأعرب عن استيائه منها لأنها كانت بصيغة ال Midi.
وفي سنة 1998،فازت لعبة أوكرينا أوف تايم بالجائزة الكبرى في احتفال اليابان للفنون الإعلامية.،وفازت أيضا بست جوائز أخرى.

## روابط خارجية
- ذا ليجند أوف زيلدا: أوكرينا أوف تايم على موقع IMDb (الإنجليزية)

## وصلات خارجيّة
- الموقع الرسمي